# Pompeo Ferrari

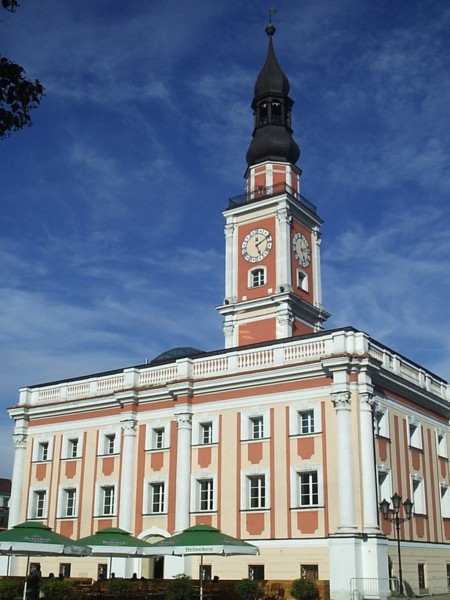
Ratusz w Lesznie

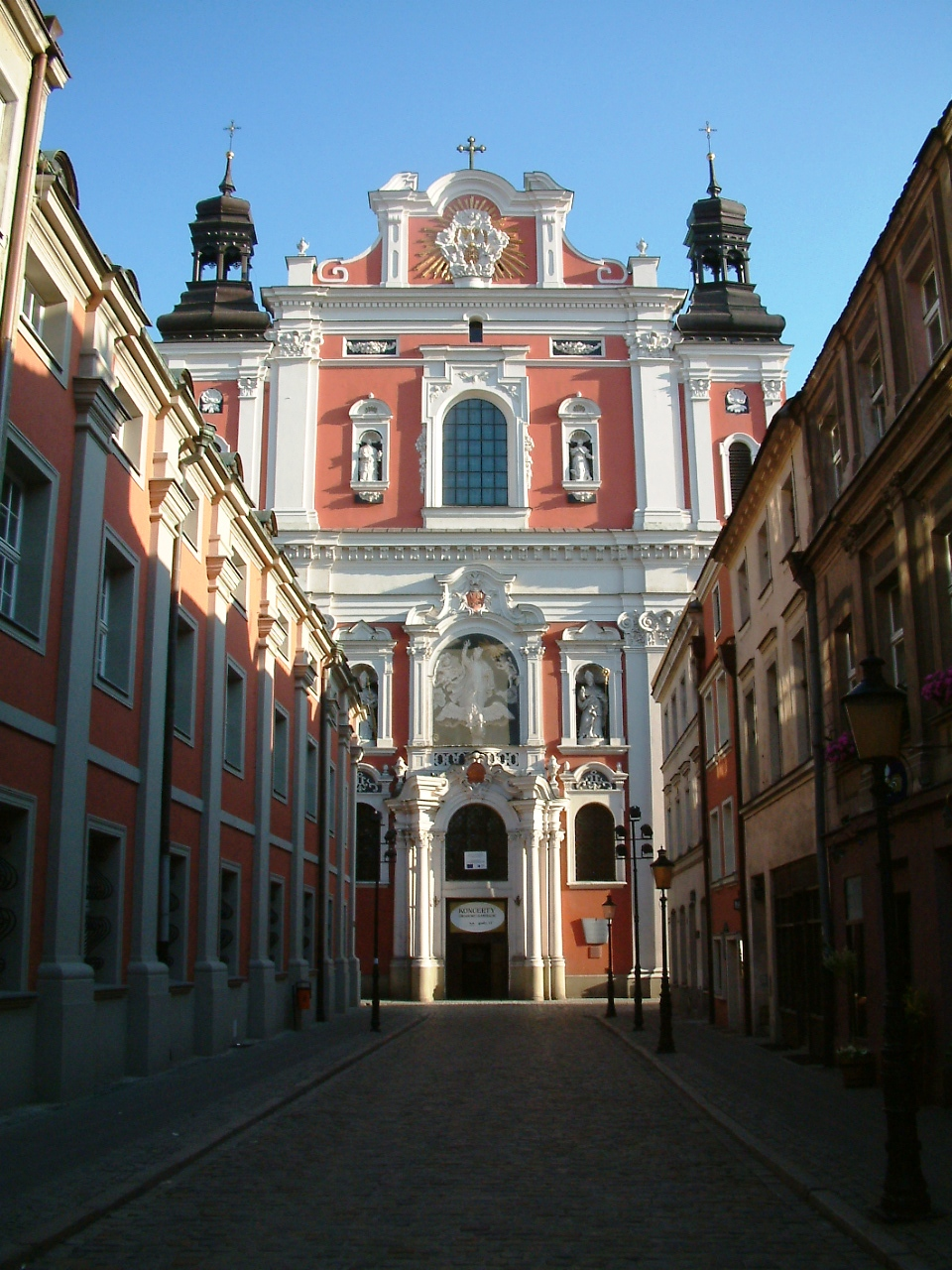
Fasada kościoła pojezuickiego w Poznaniu

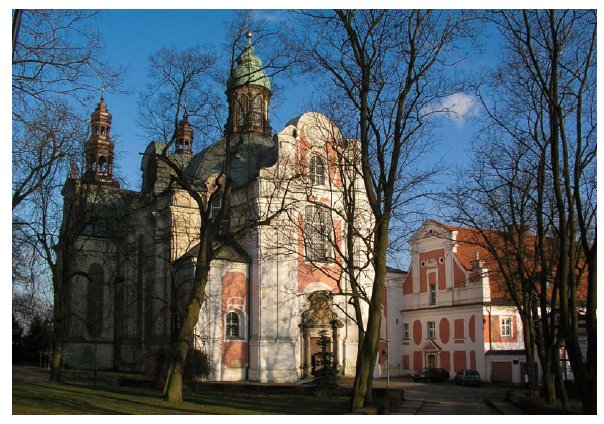
Ląd, dawne opactwo cystersów, widok od zachodu

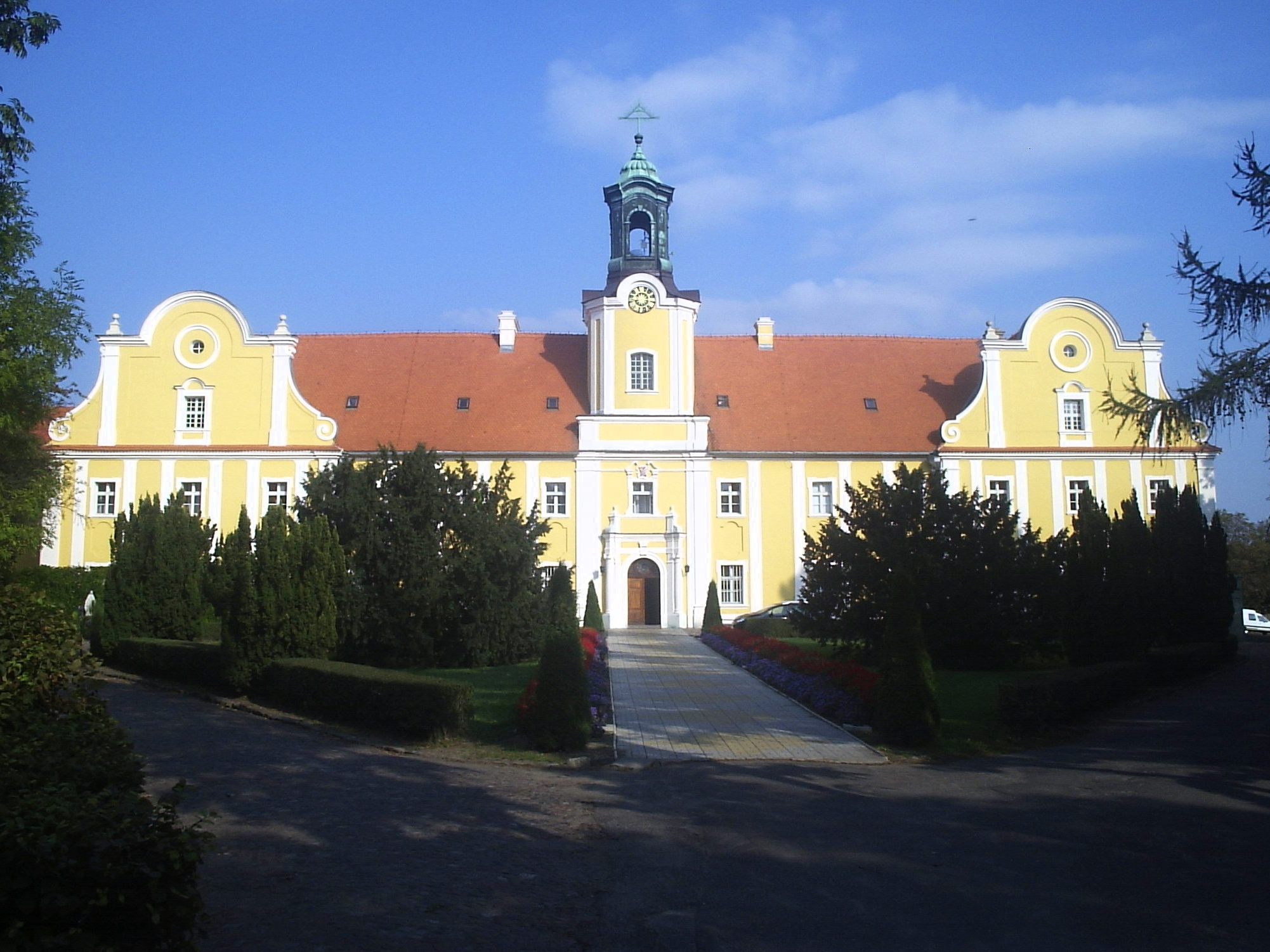
Klasztor filipinów na Świętej Górze koło Gostynia

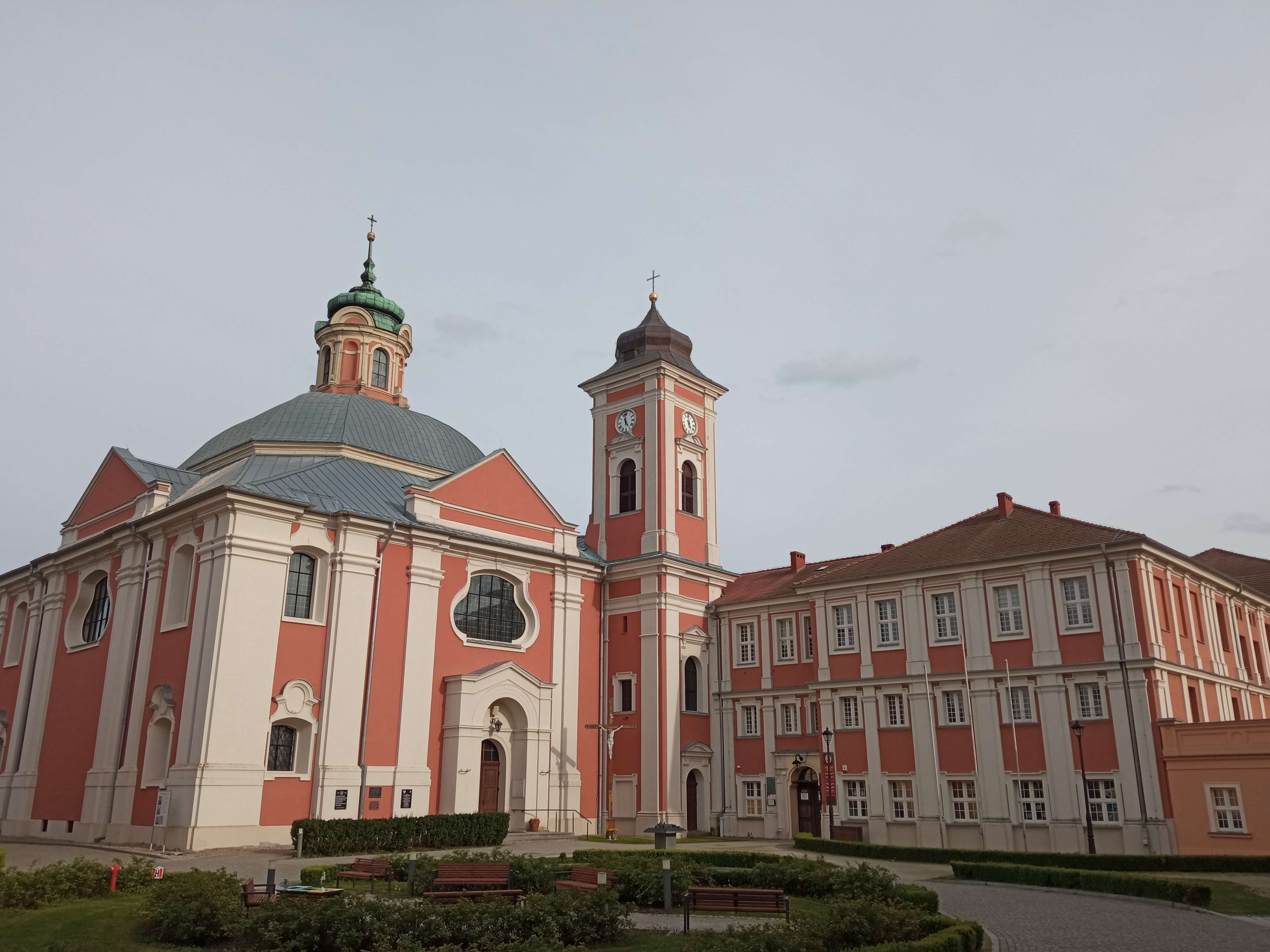
Klasztor Cysterek w Owińskach. Kościół św. Jana Chrzciciela oraz budynek klasztorny.

Pompeo Ferrari (ur. ok. 1660 najprawdopodobniej w Rzymie, zm. 15 maja 1736 w Rydzynie) – jeden z najwybitniejszych wśród pracujących w Polsce architektów późnego baroku.

## Życiorys
Urodził się w Rzymie. Świadczy o tym fakt, że sam podpisywał się jako Romanus. Tu też zdobył wykształcenie i stawiał pierwsze kroki w dziedzinie architektury. Akademia Świętego Łukasza dwukrotnie (w 1678 i 1681) wyróżniła jego prace I nagrodą.
W 1696 do Polski sprowadził go ówczesny wojewoda poznański Stanisław Leszczyński. Architekt osiadł w należącej do nowego mecenasa Rydzynie. W 1703 odbył się tu również jego ślub z Anną Rozyną Eitner, z którą Pompeo miał szóstkę dzieci. Najstarszy z synów, Antoni, podążył w ślady ojca i w 1729 otrzymał obywatelstwo poznańskie jako murarius.

## Prace
Pompeo Ferrari przybył do Polski jako artysta już ukształtowany. Uważa się, że w swojej pracy wzorował się na Carlo Fontanie i Francesco Borrominim. Do jego projektów należą:
- Zamek w Rydzynie[1] (przebudowa z lat 1696–1704)[2],
- projekt kaplicy we Wrocławiu (1704),
- projekt pałacu i pałacyku w Dreźnie (około 1704),
- nagrobki Leszczyńskich w leszczyńskiej farze (około 1709),
- odbudowa ratusza w Lesznie (1707–1709)[3],
- projekt odbudowy zboru Świętego Jana w Lesznie (1709–1713, ostatecznie niezrealizowany),
- projekt zboru Świętego Krzyża w Lesznie (1709, zrealizowany przez Jana Adama Stiera),
- kaplica grobowa W. Gruszczyńśkiego przy zborze Świętego Jana w Lesznie (1711–1713),
- kościół parafialny w Obrzycku (1714–1728),
- Klasztor Cysterek w Owińskach (1720–1728),
- prezbiterium murowanej świątyni w Murowanej Goślinie (1724),
- przebudowa korpusu kościoła parafialnego we Wschowie (1725),
- prace wykończeniowe kościoła filipinów na Świętej Górze koło Gostynia (1725–1728),
- kaplica w kościele Bożego Ciała w Poznaniu (około 1726),
- ołtarz główny w kościele Bożego Ciała w Poznaniu (1728),
- kaplica Teodora Potockiego w archikatedrze gnieźnieńskiej (1727–1729),
- portal i ołtarz w dawnym kościele jezuitów w Poznaniu (1727–1732),
- częściowa przebudowa klasztoru cystersów w Lądzie – piętro, nowy kapitularz tzw. „Sala Opacka”, refektarz (1718? – 1722),
- kościół cystersów w Lądzie – partia zachodnia (1728–1733),
- na zlecenie opata M.A. Łukomskiego w latach 30. XVIII w. wznosi nowy pałac opacki w Lądzie (rozebrany na przełomie XIX/XX w.),
- kościół reformatów w Osiecznej (1729–1733),
- pałac arcybiskupi w Poznaniu (ukończony w 1732),
- klasztor filipinów na Świętej Górze koło Gostynia (1732–1736)[4]